# Klantenorderontkoppelpunt
Het klantenorderontkoppelpunt (vaak afgekort tot KOOP) is in de marketing en de logistiek het punt dat aangeeft hoe ver stroomopwaarts in een bedrijfskolom een klantenorder doordringt in het productieproces of het distributieproces van een aanbieder van een product of dienst. Het wordt ook wel het hoofdvoorraadpunt genoemd. Het onderwerp KOOP is oorspronkelijk beschreven door Hoekstra en Romme op basis van ervaringen bij Philips.
De volgende Klantorderontkoppelpunten werden door Hoekstra en Romme beschreven:
- KOOP 1: Maken voor lokale voorraad. Het gaat hier vaak om gemeengoed producten.
- KOOP 2: Maken voor centrale voorraad. Het gaat hier vaak om gemeengoed producten.
- KOOP 3: Assembleren op order. Een product wordt gemaakt voor een specifieke klant. Het product bestaat uit modules die worden samengesteld tot een eindproduct.
- KOOP 4: Maken op order. Grondstoffen zijn op voorraad. Het product wordt gemaakt voor een specifieke klant.
- KOOP 5: Inkopen en maken op order. Er wordt geen voorraad bijgehouden. Het product wordt op maat gemaakt voor de klant.

## Voorbeelden
- Als een klant een doosje paperclips koopt bij een kantoorboekhandel, heeft deze zo'n doosje gewoon op voorraad. Men spreekt over productie op voorraad, of massaproductie.
- Als een klant een jacht koopt, die daarvoor op een scheepswerf volgens zijn specificaties worden gebouwd op order dan ligt het KOOP voor de fabricage. Men spreekt van ontwerpen en maken op order.

Er zijn allerlei tussenvormen tussen deze twee extreme vormen mogelijk. Zo bouwt de scheepswerf Damen eerst standaard casco's die ze eerst in de haven opslaan. Pas als er een klantenorder is bouwen ze de boot af. Hierdoor kan men in een veel kortere tijd bouwen. De investering die men in het casco doet is slechts een klein percentage van de eindprijs. Het risico is ook laag omdat het een standaard casco is dat nog op allerlei manieren kan worden aangepast.

## Belang
De ligging van het KOOP is sterk afhankelijk van de logistieke grondvorm of het logistieke concept van een bedrijf of bedrijfskolom. Het deel van het proces dat vóór het KOOP ligt wordt niet door een klantenorder aangestuurd. Planning en uitvoering van dit deel dient op verwachtingen van de toekomstige klantvraag (forecast) te gebeuren. Het deel van het proces dat ná het KOOP ligt wordt wel aangestuurd door klantenorder.
Om kosten te verlagen wordt vaak getracht om het KOOP zo ver mogelijk "naar voren" te brengen. Dat wil zeggen dat zo veel mogelijk van het proces door klantenorders wordt aangestuurd. Men spreekt hier ook wel van het stroomopwaarts verschuiven van het KOOP. Hierdoor worden kosten van voorraad en incourantheid voorkomen. Moderne planningsystemen als JIT en Kanban zijn hier voorbeelden van.
Het is echter niet altijd mogelijk om het KOOP verder naar voren te brengen, bijvoorbeeld omdat productietijden langer zijn dan gewenste levertijd aan klant. Dit is het geval bij natuurlijke grondstoffen als groenten die tijd nodig hebben om te groeien.